# Plecionka (wędkarstwo)
Plecionka – rodzaj linki wędkarskiej utworzonej z wielu włókien.
Plecionka w przeciwieństwie do żyłki jest nierozciągliwa, ale ze względu na swoją nieregularną strukturę bardziej od żyłki wędkarskiej „hałasuje” w wodzie. Jest także droższa od niej oraz bardziej widoczna, co może powodować mniejszą ilość brań w przypadku połowu ostrożnych ryb o bystrym wzroku.
Najczęściej stosowana jest przy połowie dużych drapieżników (szczupak, sum) lub jako przypon w zestawach karpiowych. Jest także używana w miejsce pełnych „twardych zaczepów” ze względu na swoją niską tendencję do przecierania się.
Rodzaj plecionki wędkarskiej w kolorze żółtym, pomarańczowym, lub seledynowym jest stosowany przy połowie dorszy lub sandaczy na dużych głębokościach. Jest ona dobrze widoczna, co zapobiega zaplątaniu zestawu z innymi wędkarzami, np. na kutrze wędkarskim.